# Monasterio de Makravank
Makravank (en armenio Մակրավանք) es un monasterio armenio situado en la antigua aldea de Makravan, actualmente un suburbio de Hrazdan, capital del marz de Kotayk', en Armenia central.
El monasterio se compone de tres edificios:
- una capilla del siglo XI, medio en ruinas;
- la iglesia Surp Astvatsatsin («Santa Madre de Dios») del siglo XIII, cubierta con un tambor circular y una cúpula cónica.;[2] y
- un gavit, del que solo se conserva la parte inferior de los muros.